# Rockers Galore
Rockers Galore è una raccolta del gruppo inglese The Clash, pubblicata nel 2000 dalla Epic Records. La raccolta è composta da canzoni tratte dagli album del gruppo, e da interviste ai componenti su diversi argomenti (come gli inizi del gruppo, le origini del nome, la politica, le influenze musicali ed altro). Come bonus track troviamo la versione live di Police & Thieves e Blitzkrieg Bop dei Ramones, eseguite a Le Stadium di Parigi il 16 ottobre 1978. L'album è realizzato in versione digipack, ed il supporto CD rispecchia esattamente l'aspetto di un vinile a 45 giri (è presente sul CD anche la scritta "45 giri"). L'album è difficilmente rintracciabile, dato che è stato prodotto come sampler che veniva dato in omaggio con l'acquisto di due CD dei Clash nel periodo in cui l'intero catalogo del gruppo venne pubblicato in versione rimasterizzata nel (1999-2000). L'album era inoltre disponibile solo negli Stati Uniti e non in Inghilterra.

## Tracce
1. Complete Control (live) - 3:46
2. Paul Simonon - sugli inizi dei Clash - 0:58
3. Mick Jones - sugli inizi dei Clash - 0:26
4. Joe Strummer - sugli inizi dei Clash - 0:44
5. Mick - ancora sugli inizi dei Clash -	0:52
6. Janie Jones - 2:10
7. Paul - sul nome del gruppo - 0:28
8. White Riot - 1:58
9. Topper Headon - parla di quando è entrato a far parte dei Clash - 1:00
10. Tommy Gun - 3:17
11. Paul & Mick - sul perché Train in Vain non fu elencata in London Calling - 0:35
12. Train in Vain - 3:10
13. Paul - sulle influenze reggae e sulla sua prima volta da cantante - 1:25
14. Guns of Brixton - 3:36
15. Paul - sul reggae e sul lavoro con Mikey Dread - 1:13
16. Rockers Galore... UK Tour - 4:40
17. Mick - su Sandinista! e The Magnificent Seven - 1:42
18. The Magnificent Seven - 6:09
19. Joe - sulla natura politica del gruppo - 0:43
20. Police on My Back - 3:16
21. Joe - sull'ispirazione per Rock the Casbah	- 2:20
22. Rock the Casbah - 3:44
23. Joe - sullo stato della musica rock inglese nel periodo 1980-1981 - 2:08
24. Straight to Hell (live) - 13:27
25. Police & Thieves / Blitzkrieg Bop (live, bonus track)

## Formazione
- Joe Strummer — voce, chitarra ritmica
- Mick Jones — chitarra solista, voce; conga ed effetti sonori in Straight to Hell
- Paul Simonon — basso, cori; voce in Guns of Brixton
- Topper Headon — batteria, percussioni; basso e pianoforte in Rock the Casbah
- Terry Chimes — batteria in Janie Jones e White Riot

Altri musicisti
- Norman Watt-Roy — basso in The Magnificent Seven
- Mickey Gallagher — piano elettrico in Train in Vain, tastiere in The Magnificent Seven